# Lijst van programma's op Qmusic (Nederland)
Dit is een lijst met de programma's op het Nederlandse commerciële radiostation Qmusic.
- Goeiemorgenshow
- iTunes Top 30
- Je dag is goed
- Mattie, Fien & Igmar
- Mattie & Wietze
- Q25
- Ruud de Wild in de Morgen
- Ruud de Wild & de Q-ochtendshow
- Ruuddewild.nl
- Van Inkel in de Middag

NPO 3FM · Qmusic · Radio 538 · Radio Veronica · 100% NL